# Chaetomitrium nanohystrix
Chaetomitrium nanohystrix är en bladmossart som beskrevs av C. Müller in Fleischer 1908. Chaetomitrium nanohystrix ingår i släktet Chaetomitrium och familjen Hookeriaceae. Inga underarter finns listade i Catalogue of Life.